# 莊豐源案
莊豐源案是2001年在香港終審法院判決中國內地户籍居民在香港誕下的男童莊豐源的居港權的案件。一名來自中國內地的非香港永久性居民在1997年9月持雙程證逗留香港期間誕下男嬰莊豐源，由於莊豐源的父母都沒有香港居留權，按照當時的《入境條例》，莊豐源不能夠取得居港權，其祖父入稟香港法院申請司法覆核，高等法院原訟法庭及上訴法庭先後判決莊氏勝訴，香港特區政府上訴至終審法院，終審法院於2001年7月20日判決莊氏勝訴，此一判決迅即成為案例，在香港出生的「雙非嬰兒」即擁有居港權。
此案例加上2003年港澳個人遊（自由行）的實施，造成大量無香港居留權的中國大陸孕婦來到香港產子。從2001年至2011年間，獲得居港權的「雙非嬰兒」逾17萬人，造成資源分配問題，引起香港社會強烈不滿。

## 案情
莊豐源的祖父莊曜誠在1978年從中華人民共和國來到英屬香港定居，莊曜誠之子莊紀炎及兒媳婦均於廣東省汕尾市居住，一直未獲香港居留權。1997年9月29日，莊紀炎夫婦持雙程證來到香港探親期間誕下莊豐源，同年11月莊氏父母返回中國內地，莊豐源則留在香港與祖父母同住。按當時的香港《入境條例》，莊豐源不是香港永久性居民，屬非法留港，故1999年4月入境事務處發信提醒莊曜誠指莊豐源沒有居港權並將被遣返。莊曜誠不滿，遂代表莊豐源申請法援而且入稟高等法院提出司法覆核，質疑《入境條例》違憲。賈偉林、江令名律師行延聘並由法律援助署委派李志喜資深大律師及郭瑞熙大律師代表莊豐源答辯。莊豐源獲准繼續留在香港等待判決。

## 判決
原訟法庭裁定莊豐源一方勝訴，指《入境條例》相關條文違反《香港特別行政區基本法》，依據為《基本法》第24條（一）所定義的「在香港特別行政區成立以前或以後在香港出生的中國公民」，故莊豐源是香港永久性居民。香港特區政府不服判決，上訴法庭維持原判，最後上訴至香港終審法院，2001年7月20日終審法院五位法官一致維持原判。
雖然當時社會有輿論要求特區政府再次向中華人民共和國全國人民代表大會常務委員會要求解釋《基本法》（1999年6月人大常委曾就有關爭議進行釋法），但特區政府最終未有進行。其後政府根據終審法院的判決修改《入境條例》。

### 判詞
終審法院分析入境事務處處長提交的數據，從1997年7月1日至2001年1月31日，只有1,991名在香港出生的中國公民（母親是非法入境、持雙程證或短暫逾期居留香港，父親也僅是在香港臨時居留或不是香港居民）會因為判入境事務處處長敗訴而成為香港永久性居民。這類兒童每月約46人，每年約555人。入境事務處處長根據此數據，承認沒有迹象顯示他被判敗訴會導致大批人士立即從中國大陸湧入香港。終審法院分析這些數據，亦不認為判入境事務處處長敗訴會令香港承擔任何重大風險。
1996年8月10日香港特別行政區籌備委員會通過了《關於實施香港基本法第24條第2款的意見》，提出該條該款第（1）項規定的「在香港出生的中國公民」，「是指父母雙方或一方合法定居在香港期間所生子女，不包括非法入境、逾期居留或在香港臨時居留的人在香港期間所生的子女。」
另一方面，1999年6月26日全國人大常委會通過的《關於香港基本法第22條第4款和第24條第2款第（3）項的解釋》指出：「本解釋所闡明的立法原意以及香港基本法第24條第2款其他各項的立法原意，已體現在1996年8月10日全國人大香港特區籌委會通過的《關於實施香港基本法第24條第2款的意見》中。」根據基本法，香港法院的判決需遵守是次人大釋法對基本法的解釋。
終審法院及入境事務處處長均同意1999年6月26日的釋法並沒有解釋第24條第2款第1項（該次釋法解釋了基本法第22條第4款和第24條第2款第3項，二者皆和本案無關）。終審法院因而按普通法原則詮釋該段基本法（第24條第2款第1項，本案的關鍵），只考慮條文的字義所表達的立法意圖，而不考慮所謂「立法者的真正原意」。

## 爭議
在莊豐源案終審判決前，香港特區政府曾經請求終審法院根據《基本法》第158條提請全國人民代表大會常務委員會解釋《基本法》，不過終審法院沒有採納。終審法院在2001年7月20日判決政府敗訴後，特區政府表示對判決失望，但是會尊重判決及採取適當措施執行判決。當時的香港大律師公會主席梁家傑對港府不繞過終審法院尋求人大釋法表示歡迎。
2001年7月21日，當時全國人民代表大會常務委員會法制工作委員會副主任喬曉陽公開表示莊案判決「與全國人大常委會的釋法有不盡一致之處」。
前律政司司長、基本法委員會副主任梁愛詩於2007年表示終審法院在判決時錯誤理解《基本法》條文。
中英聯合聯絡小組在1993年曾達成協議，「在香港出生的中國公民，其父母必須至少有一方擁有香港居留權，該人方可享有香港居留權」。協議文件是外交機密，一直沒有公開。香港特區政府曾在「吳嘉玲案」向終審法院呈交根據中英聯合聯絡小組協議編寫的小冊子，但是終審法院不接受該小冊子為證據。身兼全國政協委員及基本法研究中心主任的胡漢清資深大律師則指，未見中國政府有釋法的意向，因早已於1999年釋法，並指政府推行這類阻截「雙非孕婦」的行政措施容易受到司法覆核的挑戰。他並表示會前赴英國，以尋求中、英雙方確認基本法「原意」。

### 雙非問題
莊豐源案確立父母雙方皆無香港居留權的中國大陸居民在香港所生子女可享有香港永久性居民身份，只要在港出生就可以享受香港居民教育、醫療、房屋等福利。由2003年實施自由行開始，越來越多來自中國大陸的孕婦赴香港產子，「雙非孕婦」及「雙非嬰兒」在香港引起的問題逐漸惡化，香港民間對於反對「雙非嬰兒」享有居港權的立場漸見鮮明，市民多次上街示威抗議，相關人士甚至引發「蝗蟲論」的爭議。2012年2月1日，香港網民集資在報章刊登全版廣告，大字標題「香港人，忍夠了！」，提出「強烈要求政府修訂基本法24條！阻止大陸雙非孕婦無限量入侵香港！」。在民怨沸騰之下，政府仍在尋求解決措施。2012年初，香港各大政黨開始關注莊豐源案所引起的問題，立場大致分為三種：支持尋求中國人大解釋《基本法》、支持由特區政府啟動修改《基本法》的程序，以及支持以行政措施而非循《基本法》方面入手。

### 上訴
一名香港女子於2012年申請法律援助，冀挑戰莊豐源案的判決，以法律途徑解決雙非兒童居留權問題，不過遭法律援助署拒絕，其3年來多次上訴亦告失敗。該名女子於2015年3月獲法律援助署批准「終極上訴」，排期於同年6月4日聆訊，高等法院司法常務官聆訊。

## 澳門
澳門特別行政區第8/1999號法律規定「在澳門特別行政區成立以前或以後在澳門出生的中國公民」需要「在其出生時其父親或母親在澳門合法居住，或已取得澳門居留權」，方可取得澳門特別行政區永久性居民資格。雖然《澳門特別行政區基本法》在第二十四條也寫明「在澳門特別行政區成立以前或以後在澳門出生的中國公民」是澳門特別行政區永久性居民，不過澳門本地法律至今仍未有與莊豐源案相似的法律挑戰。

## 外部連結
- THE DIRECTOR OF IMMIGRATION v. CHONG FUNG YUEN (20/07/2001, FACV26/2000)
- 終審法院判案書中文譯本 （页面存档备份，存于）
- 葉劉淑儀，回應居留權風波引發的種種謬誤[永久]。